# ヴィクトリア・ダム (スリランカ)
ヴィクトリア・ダム（英語: Victoria Dam, シンハラ語: වික්ටෝරියා වේල්ල）は、スリランカ中部にある国内最大級のアーチ式コンクリートダム。マハウェリ川の河口から209kmの位置にある。主な用途は灌漑用水の供給と水力発電。スリランカ最大のダムであり、発電量（210メガワット）は国内の水力発電所としても最大。1978年に建設が始まり、ジャヤワルダナ大統領在任中の1985年4月に完成した。

## 沿革
ヴィクトリア・ダムはマハウェリ早期開発計画（AMDP）の一環として建設された。この計画は30年間にわたって構想されていたが、実際に経済対策として実行されたのは1977年であった。当初案では36万5千ヘクタールの土地に灌漑用水を供給し、600メガワットの発電も行う予定であった。ヴィクトリア・ダム建設のためにカナダの企業と国連開発計画（UNDP）・国連食糧農業機関（FAO）による調査が行われたのち、1964年に建設案が提出された。工事が実際に始まったのは1978年8月14日であり、1980年にはジャヤワルダナ大統領の下で主な構造物の工事が始まった。そして、1985年4月12日に完成式典が行われた。ダムとトンネル、発電所の建設はイギリス企業による合弁企業によって行われた。また、ダム建設によって移動を余儀なくされた人々の人数は、当初の予想の4倍となる約3万人であった。

## 概要
堤高122m、堤頂長520m、堤頂幅6m、堤底幅25mとなっている。ダム湖であるヴィクトリア湖の面積は22.7km²、総貯水容量は7億2,200万m³、流域面積1,869km²となっている
ダムからの水は、直径6.2メートルの導水路3本が入った長さ5,646mのトンネルを通って水力発電所へと流れる。これらの導水路によって190m水頭が作られ、3つのタービンを回す。これによって、年間780GW時の発電能力が得られる。
ダムには8つの放流設備が設けられており、それぞれの幅が12.5m、高さが6.5mとなっている。これらは水位が一定の高さを超えると自動で開放される仕組みになっている。

## ギャラリー

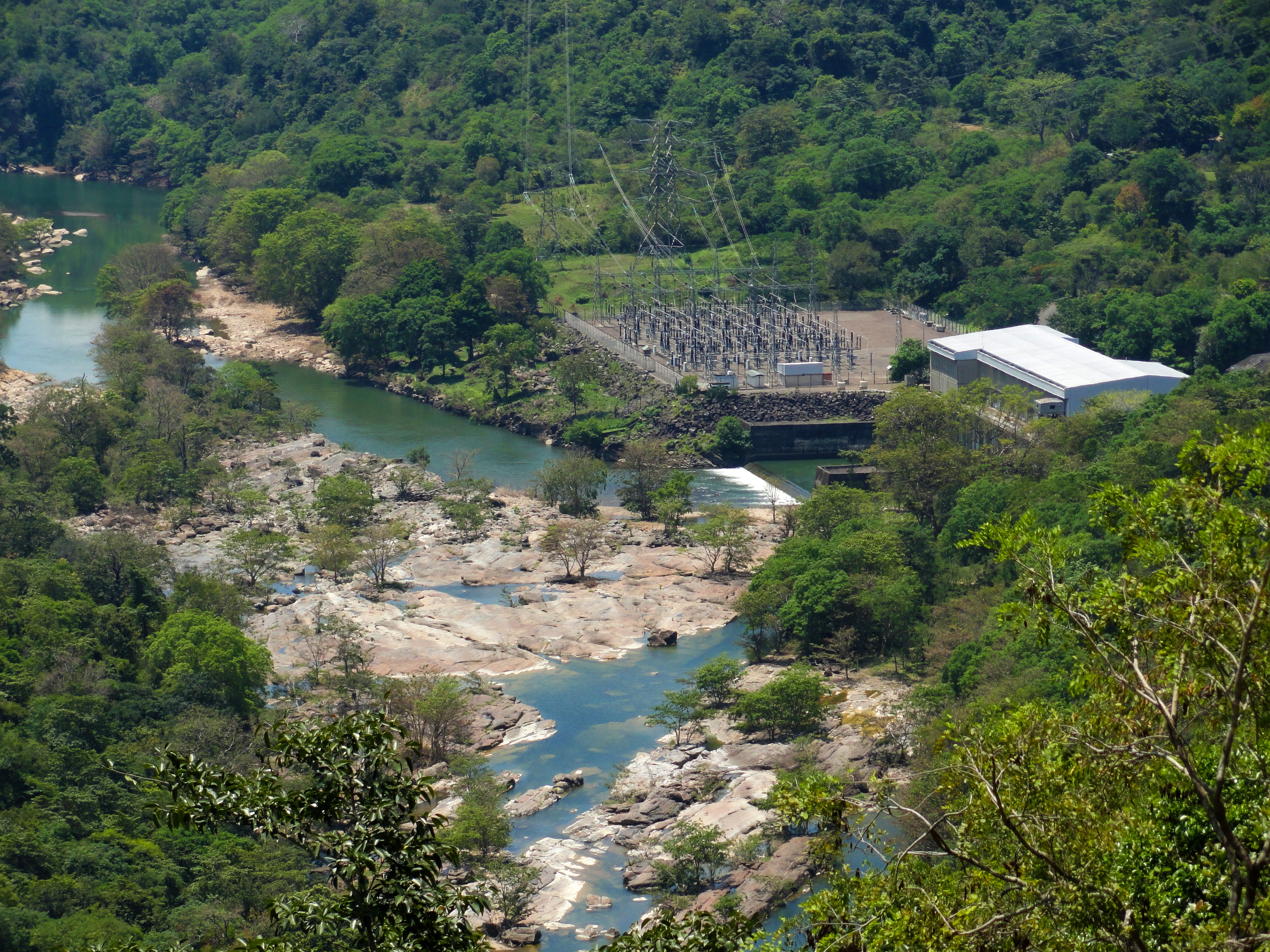
水力発電所
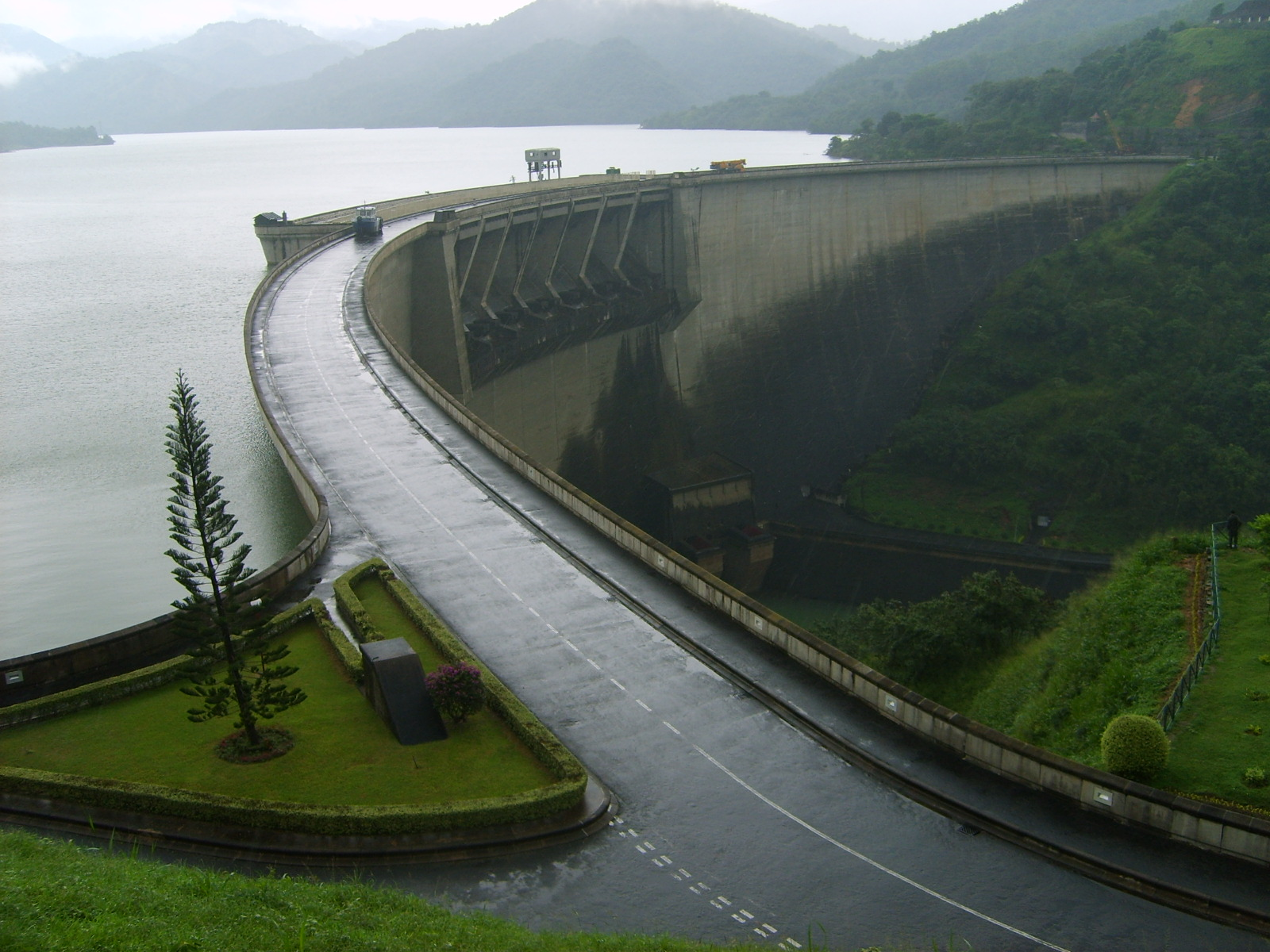
ヴィクトリア・ダム
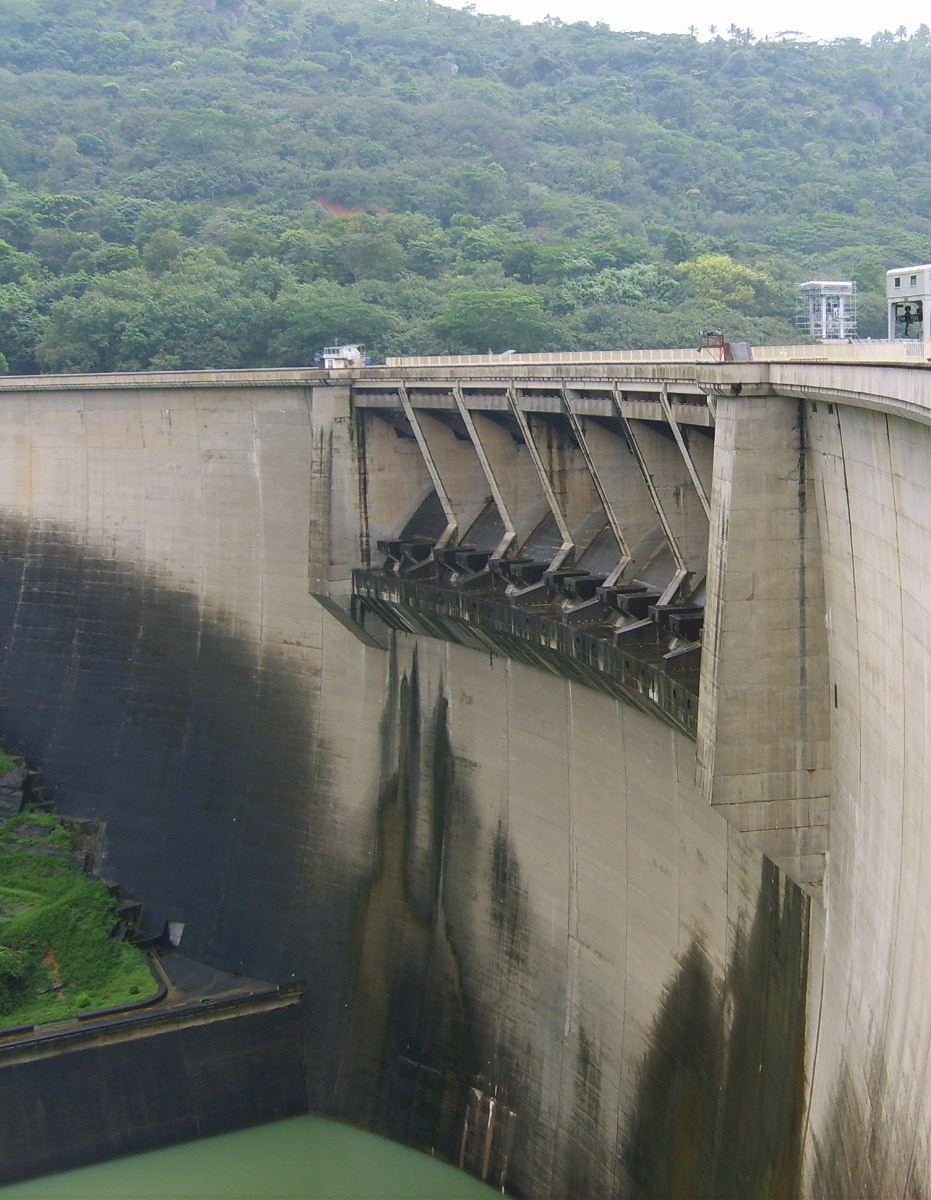
上から見たヴィクトリア・ダム
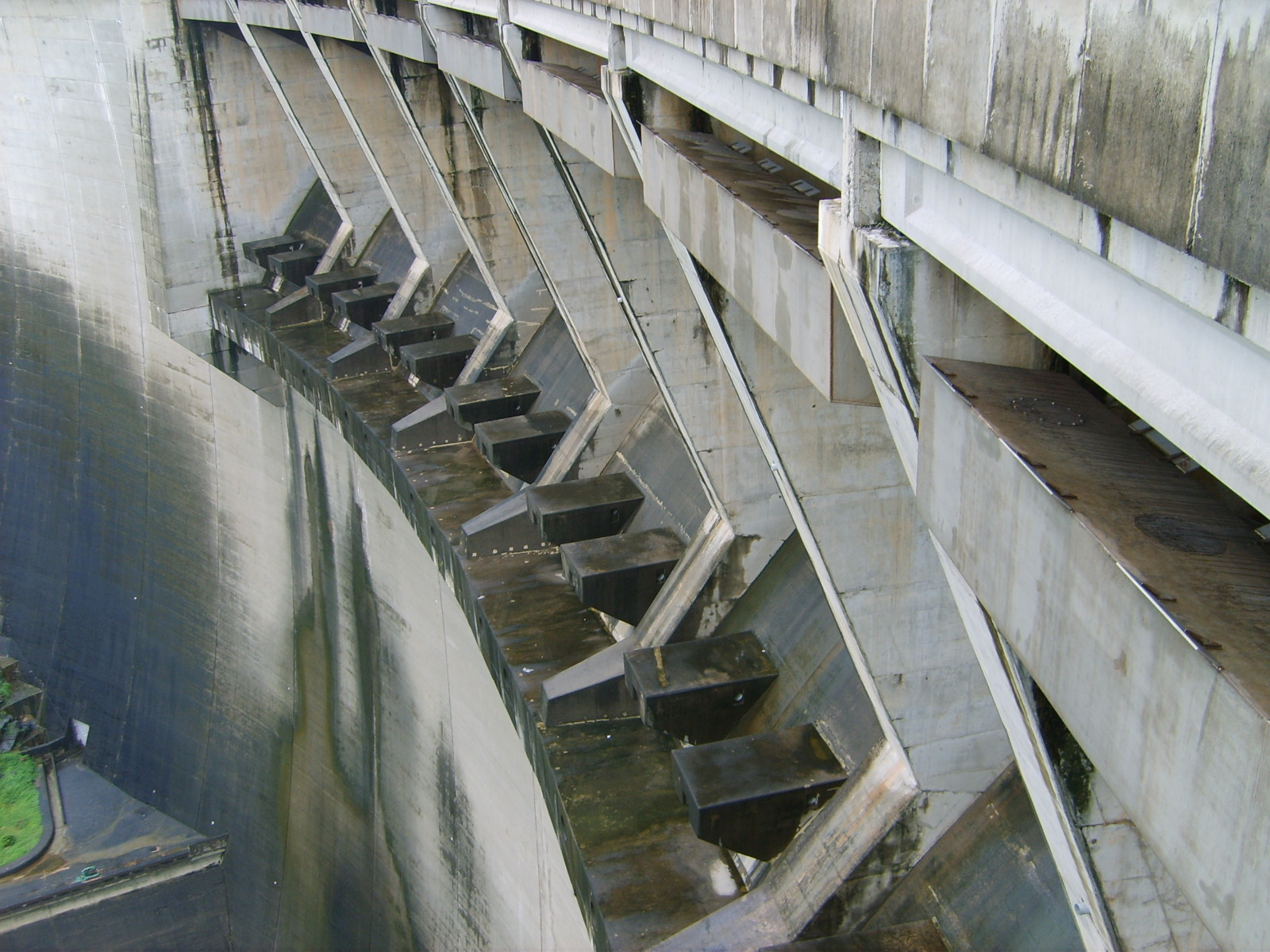
放流設備